# Jackson Richardson

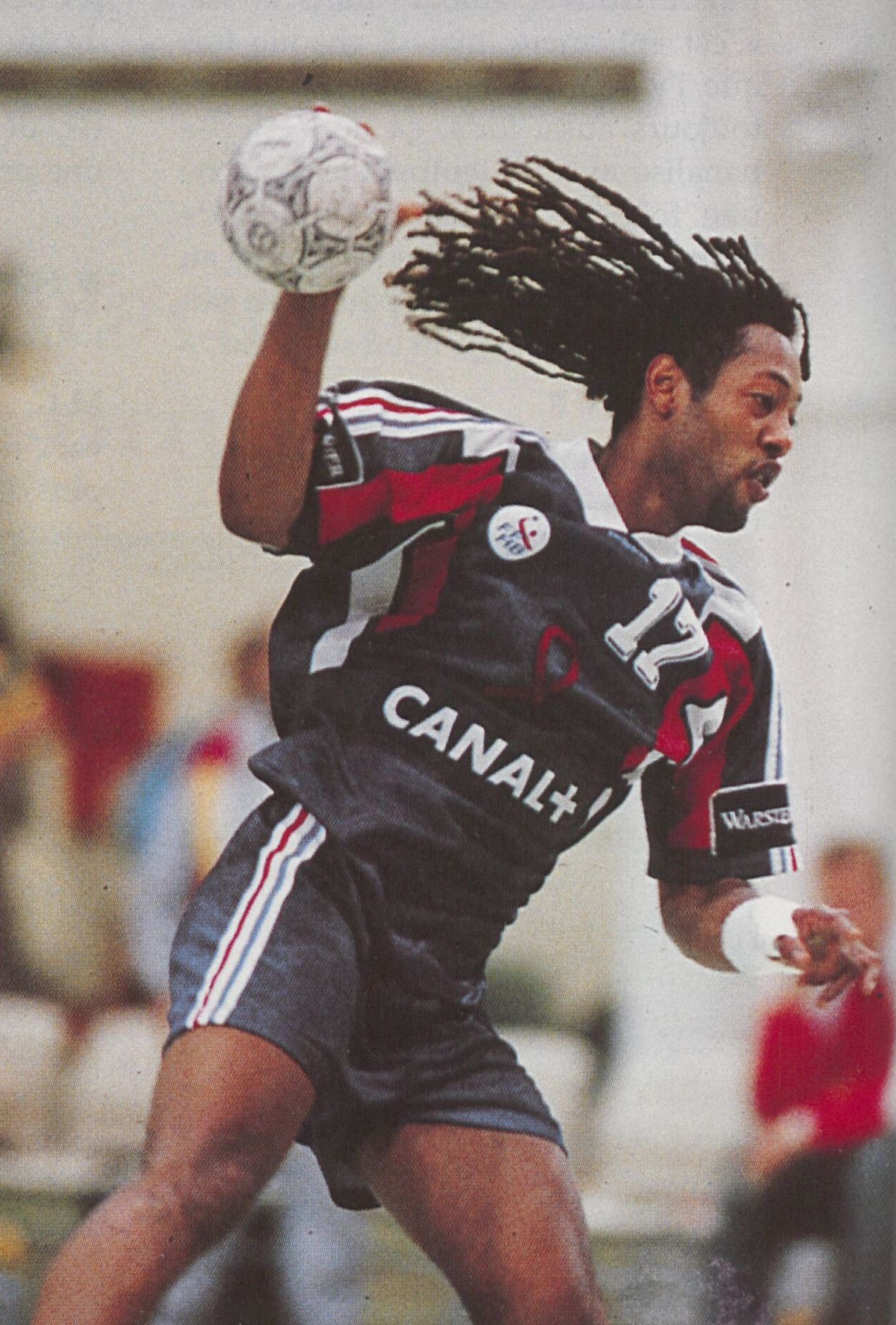
Jackson Richardson, 1995.

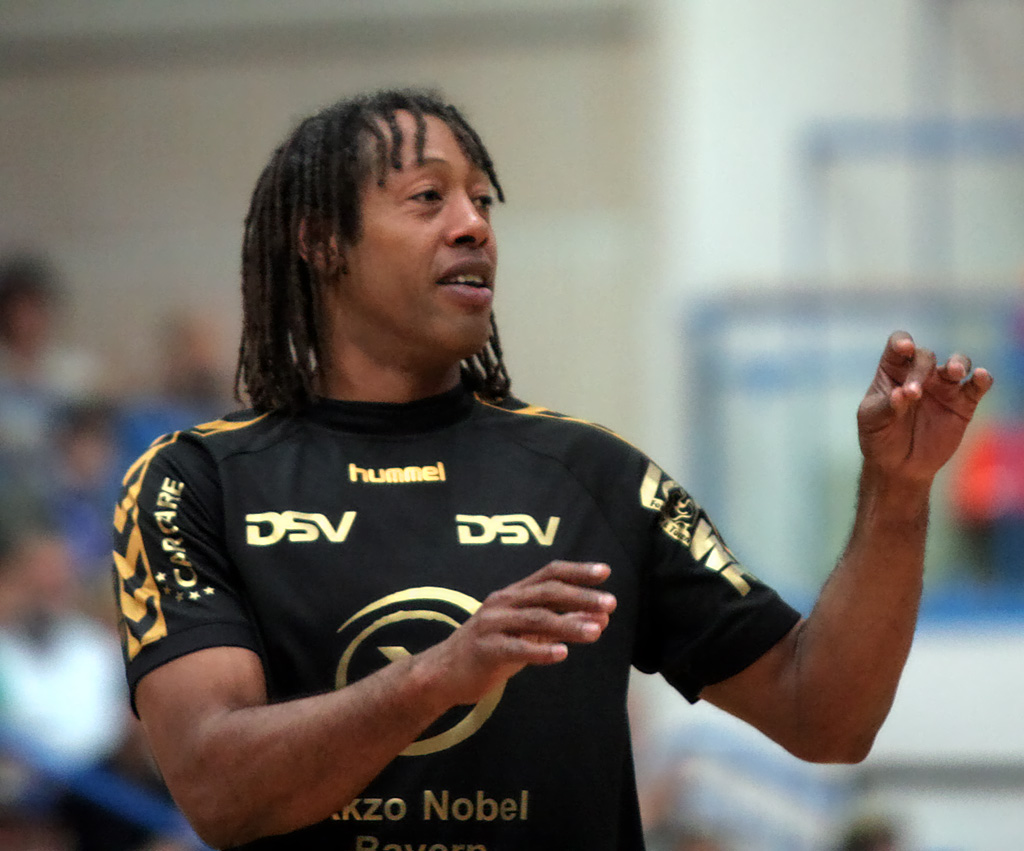
Jackson Richardson, 2008.

Jackson Richardson, född 14 juni 1969 i Saint-Pierre på ön Réunion, är en fransk handbollstränare och tidigare handbollsspelare (mittnia).
Jackson Richardson har som spelare deltagit i flest landskamper av alla genom tiderna, 417 stycken. IHF utsågs honom till Årets bästa handbollsspelare i världen 1995. Han räknas idag som en av Frankrikes, och världens, mest populära handbollsspelare någonsin. 
Han är far till handbollsspelaren Melvyn Richardson.

## Handbollskarriär

### Klubblagsspel
På klubblagsnivå har Richardson bland annat med OM Vitrolles blivit fransk mästare 1994 och 1996 och med Portland San Antonio spansk mästare två gånger (2003 och 2005) samt vunnit Copa del Rey och Champions League 2001.

### Landslagsspel
Med landslaget, för vilket han spelade mellan 1990 och 2005, vann han två VM-guld, 1995 och 2001, och ett OS-brons 1992 i Barcelona. Samtidigt som Richardson var lagkapten för handbollslandslaget under OS i Aten 2004 var han även fanbärare för Frankrike under invigningsceremonin.

## Meriter

### Klubblagsmeriter
- Champions League-mästare 2001 med Portland San Antonio
- Cupvinnarcupmästare: 1993 (med OM Vitrolles) och 2004 (med Portland San Antonio)
- Citycupmästare 2000 med TV Großwallstadt
- Fransk mästare 1994 och 1996 med OM Vitrolles
- Fransk cupmästare 1994, 1996 med OM Vitrolles
- Spansk mästare 2003 och 2005 med Portland San Antonio
- Spansk supercupmästare 2001 och 2002 med Portland San Antonio
- Spansk cupmästare 2001 med Portland San Antonio

### Landslagsmeriter
- OS-brons 1992 i Barcelona
- VM-silver 1993 i Sverige
- VM-guld 1995 på Island
- VM-brons 1997 i Japan
- VM-guld 2001 i Frankrike
- VM-brons 2003 i Portugal
- VM-brons 2005 i Tunisien